# Primera División 1954-1955 (Spagna)
La Primera División 1954-1955 è stata la 24ª edizione della massima serie del campionato spagnolo di calcio, disputata tra il 12 settembre 1954 e il 10 aprile 1955 e concluso con la vittoria del Real Madrid, al suo quarto titolo, il secondo consecutivo.
Capocannoniere del torneo è stato Juan Arza (Siviglia) con 28 reti.

## Classifica finale
|       | Pos. | Squadra             | Pt | G  | V  | N  | P  | GF | GS | DR  |
| ----- | ---- | ------------------- | -- | -- | -- | -- | -- | -- | -- | --- |
|       | 1.   | Real Madrid         | 46 | 30 | 20 | 6  | 4  | 80 | 31 | +49 |
| [ 2 ] | 2.   | Barcellona          | 41 | 30 | 17 | 7  | 6  | 75 | 39 | +36 |
|       | 3.   | Athletic Bilbao     | 39 | 30 | 15 | 9  | 6  | 78 | 39 | +39 |
|       | 4.   | Siviglia            | 34 | 30 | 15 | 4  | 11 | 74 | 58 | +16 |
|       | 5.   | Valencia            | 33 | 30 | 15 | 3  | 12 | 71 | 60 | +11 |
|       | 6.   | Hércules            | 31 | 30 | 11 | 9  | 10 | 46 | 57 | -11 |
|       | 7.   | Deportivo La Coruña | 30 | 30 | 12 | 6  | 12 | 52 | 59 | -7  |
|       | 8.   | Atlético Madrid     | 29 | 30 | 11 | 7  | 12 | 59 | 64 | -5  |
|       | 9.   | Real Valladolid     | 27 | 30 | 11 | 5  | 14 | 48 | 56 | -8  |
|       | 10.  | Alavés              | 27 | 30 | 11 | 5  | 14 | 51 | 62 | -11 |
|       | 11.  | Celta Vigo          | 27 | 30 | 10 | 7  | 13 | 55 | 60 | -5  |
|       | 12.  | Las Palmas          | 27 | 30 | 10 | 7  | 13 | 45 | 69 | -24 |
|       | 13.  | Español             | 26 | 30 | 8  | 10 | 12 | 42 | 46 | -4  |
|       | 14.  | Real Sociedad       | 24 | 30 | 9  | 6  | 15 | 48 | 53 | -5  |
|       | 15.  | Racing Santander    | 20 | 30 | 9  | 2  | 19 | 39 | 81 | -42 |
|       | 16.  | Malaga              | 19 | 30 | 6  | 7  | 17 | 36 | 65 | -29 |

Legenda:
      Campione di Spagna e qualificata in Coppa dei Campioni 1955-1956.
      Invitato in Coppa delle Fiere 1955-1958
  Partecipa agli spareggi interdivisionali.
      Retrocesse in Segunda División 1955-1956.
Regolamento:
Due punti a vittoria, uno a pareggio, zero a sconfitta.
In caso di arrivo di due o più squadre a pari punti, la graduatoria verrà stilata secondo la classifica avulsa tra le squadre interessate che prevede, in ordine, i seguenti criteri:
- Punti negli scontri diretti.
- Differenza reti negli scontri diretti.
- Differenza reti generale.
- Reti realizzate in generale.

## Spareggi

### Spareggi interdivisionali
Agli spareggi interdivisionali, oltre alla 13ª e 14ª classificata in Primera División, parteciparono anche le seconde e le terze classificate dei due gironi di Segunda División. Le prime due squadre avevano diritto a partecipare alla stagione successiva di Primera División.
|  | Pos. | Squadra         | Pt | G  | V | N | P | GF | GS | DR  |
|  | ---- | --------------- | -- | -- | - | - | - | -- | -- | --- |
|  | 1.   | Español         | 15 | 10 | 7 | 1 | 2 | 17 | 8  | +9  |
|  | 2.   | Real Sociedad   | 13 | 10 | 6 | 1 | 3 | 20 | 14 | +6  |
|  | 3.   | Real Oviedo     | 11 | 10 | 5 | 1 | 4 | 22 | 20 | +2  |
|  | 4.   | Atlético Tetuán | 10 | 10 | 4 | 2 | 4 | 17 | 15 | +2  |
|  | 5.   | Real Saragozza  | 6  | 10 | 3 | 0 | 7 | 13 | 17 | -4  |
|  | 6.   | Granada         | 5  | 10 | 2 | 1 | 7 | 13 | 28 | -15 |

Legenda:
      Promosso in Primera División 1955-1956.
Regolamento:
Due punti a vittoria, uno a pareggio, zero a sconfitta.

## Statistiche

### Squadre

#### Capoliste solitarie
|    | —— | —— | —— | ——              | ——              | ——              | ——              | —— | ——  | ——  | ——  | ——          | ——          | ——          | ——          | ——          | ——          | ——          | ——  | ——  | ——          | ——          | ——          | ——          | ——          | ——          | ——          | ——          | ——          | —— |  |
|    |    |    |    | Athletic Bilbao | Athletic Bilbao | Athletic Bilbao | Athletic Bilbao |    |     | RMa |     | Real Madrid | Real Madrid | Real Madrid | Real Madrid | Real Madrid | Real Madrid | Real Madrid |     |     | Real Madrid | Real Madrid | Real Madrid | Real Madrid | Real Madrid | Real Madrid | Real Madrid | Real Madrid | Real Madrid |    |  |
|    |    |    |    |                 |                 |                 |                 |    |     |     |     |             |             |             |             |             |             |             |     |     |             |             |             |             |             |             |             |             |             |    |  |
|    |    |    |    |                 |                 |                 |                 |    |     |     |     |             |             |             |             |             |             |             |     |     |             |             |             |             |             |             |             |             |             |    |  |
| 1ª | 2ª | 3ª | 4ª | 5ª              | 6ª              | 7ª              | 8ª              | 9ª | 10ª | 11ª | 12ª | 13ª         | 14ª         | 15ª         | 16ª         | 17ª         | 18ª         | 19ª         | 20ª | 21ª | 22ª         | 23ª         | 24ª         | 25ª         | 26ª         | 27ª         | 28ª         | 29ª         | 30ª         |    |  |

#### Primati stagionali
- Maggior numero di vittorie: Real Madrid (20)
- Minor numero di sconfitte: Real Madrid (4)
- Migliore attacco: Real Madrid (80 reti segnate)
- Miglior difesa: Real Madrid (31 reti subite)
- Miglior differenza reti: Real Madrid (+49)
- Maggior numero di pareggi: Español (10)
- Minor numero di pareggi: Racing Santander (2)
- Maggior numero di sconfitte: Racing Santander (19)
- Minor numero di vittorie: Malaga (6)
- Peggior attacco: Malaga (36 reti segnate)
- Peggior difesa: Racing Santander (81 reti subite)
- Peggior differenza reti: Racing Santander (-42)